# Сормовско-Мещерская линия
Со́рмовско-Меще́рская линия — вторая линия Нижегородского метрополитена. Введена в эксплуатацию 20 декабря 1993 года. Единственная на постсоветском пространстве с левосторонним движением, являющееся следствием работы линии в качестве вилочного ответвления Автозаводской линии. На схемах обозначена синим цветом и пиктограммой .
В настоящее время на линии расположены 5 станций: «Буревестник», «Бурнаковская», «Канавинская», «Московская» (пересадочная) и «Стрелка».
Станция «Московская» является единственной пересадочной станцией Нижегородского метрополитена, имея кросс-платформенную пересадку между Автозаводской и Сормовской линиями. Ранее, в связи с отменой строительства станции «Ярмарка» с оборотами, до пуска в 2012 году на Автозаводской линии начала Нижегородского радиуса с метромостом и станцией «Горьковская», Сормовская линия функционировала как продолжение Автозаводской линии со сменой направления движения на левостороннее по станции «Московская». С 5 ноября 2012 по 12 июня 2018, а также в августе — ноябре 2018 года с 22:00 до окончания движения поездов применялось вилочное движение — со стороны станции «Парк культуры» поезда шли до станции «Московская», после этого каждый третий поезд отправлялся до станции «Буревестник» Сормовской линии, а два остальных — до станции «Горьковская» Автозаводской линии. После открытия станции «Стрелка», 12 июня 2018 года, линии стали самостоятельными.
Линия должна обслуживать Сормовский район с большим населением, находящийся в северо-западной части города, но до него линия не дотянулась, заканчиваясь станцией «Буревестник», поэтому свою основную задачу она почти не выполняет. Тем не менее, в 2018 году открылась станция «Стрелка», связавшая микрорайон Мещерское озеро, находящийся в Канавинском районе. Лишь после продления линии за станцию «Буревестник» она будет выполнять свою основную функцию.

## История

### Хронология пусков
| Участок                                          | Дата пуска      | Длина  | Кол-во станций |
| ------------------------------------------------ | --------------- | ------ | -------------- |
| «Московская» в составе Автозаводской линии       | 20 ноября 1985  |        | 1              |
| «Московская» — «Бурнаковская»                    | 20 декабря 1993 | 2,6 км | 2              |
| «Бурнаковская» — «Буревестник»                   | 9 сентября 2002 | 1,4 км | 1              |
| «Московская» — «Стрелка» (без станции «Ярмарка») | 12 июня 2018    | 3,1 км | 1              |
|                                                  | Всего:          | 7,1 км | 5 станций      |

Из-за особенностей путевого развития пересадочной станции «Московская» выделение линии в самостоятельную могло быть осуществлено либо сразу при открытии следующей за «Московской» станции «Ярмарка» (как это планировалось изначально), либо после оборудования оборотного съезда на построенной части перегона до этой станции. Начавшееся в середине 1990-х строительство станции «Ярмарка» было отложено на далёкую перспективу, а в 2012 году строительство было окончательно отменено.
В связи с тем, что Нижний Новгород попал в список городов, принимающих чемпионат мира по футболу в 2018 году, нижегородские городские власти приняли решение строить Мещерский радиус Сормовской линии метро к новому стадиону на 45 тыс. мест со станциями «Стрелка» и «Волга». Одновременно новый радиус в составе сети метрополитена позволил обеспечить связь всего «спального» микрорайона Мещерское озеро с нагорной частью, Ленинским, Автозаводским, Московским и Сормовским районами города.
Также в июле 2012 г. было сообщено о ходе работ по проектированию Сормовской линии с проработкой трёх вариантов прохождения Мещерского радиуса и расположения станций. Один из них предусматривал строительство 3-х станций: «Стрелка», «Мещерское озеро» и «Волга». Два других укорачивают строительную длину линии через исключение станции «Мещерское озеро» и предполагают различные подварианты расположения «Стрелки». При этом расположение конечной станции «Волга» во всех вариантах остаётся постоянным, что в будущем позволит продлить метрополитен до города Бор, где планировалось строительство футуристичного города-спутника Globe Town[неизвестный термин] в отдалённой перспективе (позже от планов по Globe Town власти отказались).
Также затем было объявлено, что несмотря на то, что изначально предполагалось строительство четырёх станций метро на Мещерском радиусе Сормовско-Мещерской линии, но из-за ограничений по времени (до чемпионата оставалось 6 лет) городские власти решили ограничиться только двумя станциями — «Стрелка» и «Волга». Но к Чемпионату мира была построена только «Стрелка», строительство «Волги» было отложено сначала до 2024 года, а затем и вовсе на неопределённую перспективу. При этом было принято решение отказаться от станции «Ярмарка», которая изначально была ориентирована на декоративную функцию (с неё открывается красивый вид на реку, но при этом пассажиропоток там незначительный), поскольку большой важности эта станция не имеет и её строительство признано нецелесообразным в нынешних условиях. Тем не менее был построен задел под эту станцию в виде спрямлённого участка тоннелей под Советской улицей на перегоне «Московская» — «Стрелка». Мещерский радиус идёт от станции «Московская» по откосу вдоль реки Оки, через Стрелку и в микрорайон Мещерское озеро. Станция метро «Мещерское озеро» также строиться не будет и будет пропущена, поскольку её функционал частично взяла станция «Стрелка».

## Станции
|  | Название станции                                     | Дата открытия   | Пере- садки | Тип станции                              | Глубина (м) | Координаты                      | Район города | Вид станции |
|  | ---------------------------------------------------- | --------------- | ----------- | ---------------------------------------- | ----------- | ------------------------------- | ------------ | ----------- |
|  | Стрелка                                              | 13 июня 2018    |             | колонная двухпролётная мелкого заложения | 12          | 56°20′05″ с. ш. 43°56′57″ в. д. | Канавинский  |             |
|  | Московская проектное: «Московский вокзал»            | 20 ноября 1985  |             | колонная пятипролётная мелкого заложения | 10          | 56°19′16″ с. ш. 43°56′50″ в. д. | Канавинский  |             |
|  | Канавинская                                          | 20 декабря 1993 |             | односводчатая мелкого заложения          |             | 56°19′15″ с. ш. 43°55′32″ в. д. | Московский   |             |
|  | Бурнаковская проектное: «Спортивная», «Куйбышевская» | 20 декабря 1993 |             | колонная трёхпролётная мелкого заложения |             | 56°19′38″ с. ш. 43°54′37″ в. д. | Московский   |             |
|  | Буревестник проектное: «Калининская»                 | 9 сентября 2002 |             | наземная крытая                          | 1           | 56°20′00″ с. ш. 43°53′39″ в. д. | Московский   |             |

Все станции Сормовско-Мещерской линии, кроме «Буревестника», имеют островные платформы. И выход из поездов на станциях с островными платформами со правой стороны, а на «Буревестнике» с левой стороны. Информатор даже не объявляет на этой линии слов «Платформа справа» или «Платформа слева».

## Депо и подвижной состав

### Депо, обслуживающие линию
Сормовско-Мещерская линия не имеет своего собственного электродепо и в настоящий момент обслуживается ТЧ-1 «Пролетарское» Автозаводской линии. В планах развития Нижегородского метрополитена строительство депо для Сормовско-Мещерской линии.

### Количество вагонов в составах
С момента запуска и по настоящее время на линии ходят четырёхвагонные поезда.

### Типы вагонов, использующиеся на линии
Используемые вагоны:
- 81-717/714 (с 1993 года)
- 81-717.5/714.5 (с 1993 года)
- 81-717.6/714.6 (с 2012 года)

## Перспективы

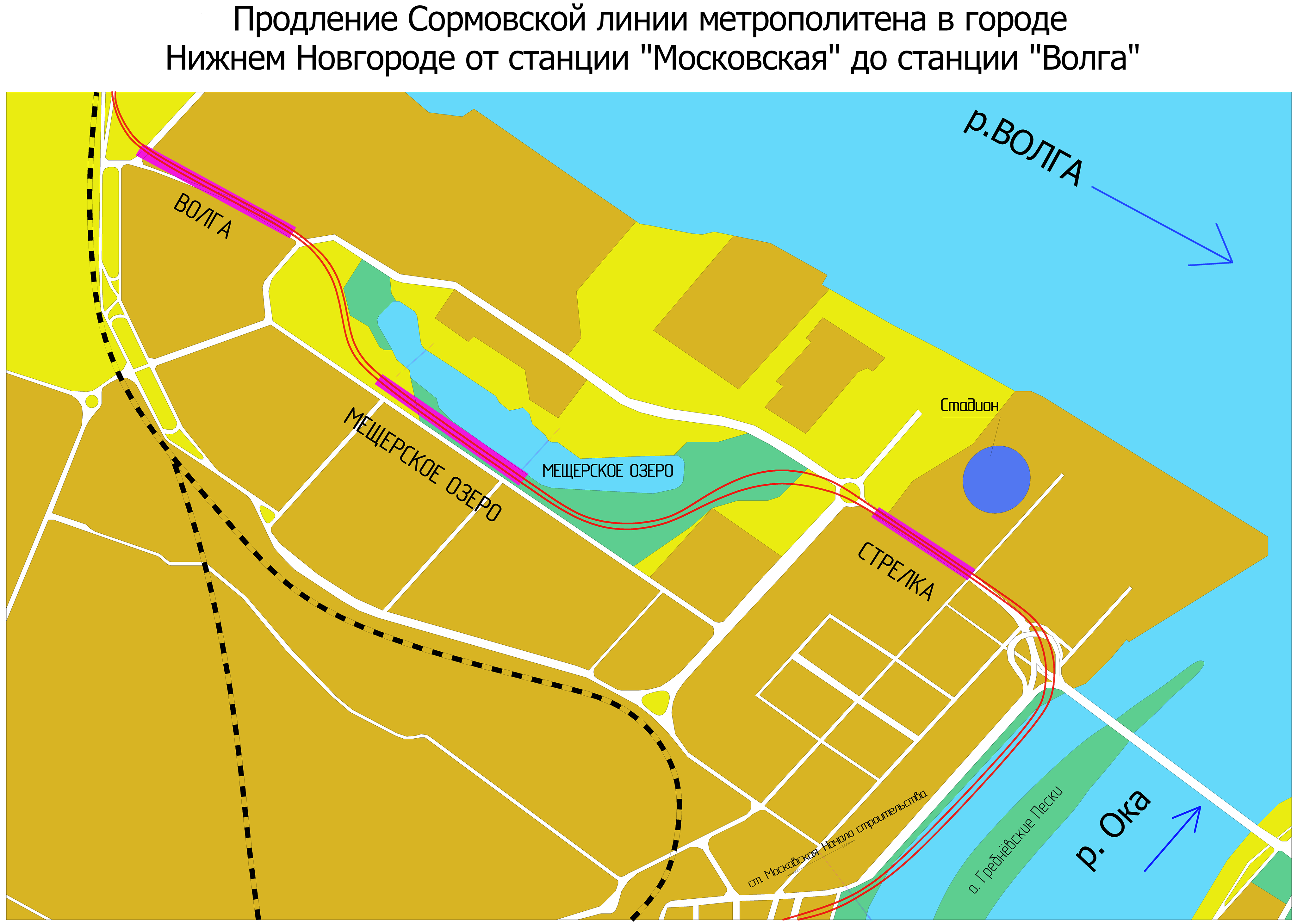
Первоначальный план продления Сормовской линии на Мещерском радиусе от станции «Московская» до станции «Волга»

Планируется продление Сормовской линии на 2,6 километра на северо-запад до станции «Сормовская». Согласно перспективной схеме развития нижегородского метрополитена, далее последует продление линии на 5—6 километров по одному из двух вариантов: либо через площадь Славы и пересадку на пригородные поезда железной дороги в Починках до микрорайонов Корабелов и Гаугеля, либо через микрорайоны Светлоярской и Корабелов до Копосово.
По состоянию на 2024 год ведётся подготовка к строительству продления Сормовско-Мещерской линии до «Сормовская». В планах у региональной администрации завершение строительства станции метро «Сормовская» к 2026 году. От строительства станции метро «Варя» было принято решение отказаться.
Строительство же станции «Волга» на Мещерском радиусе, несмотря на существующий проект, находится под вопросом, поскольку в конце 2019 года была утверждена программа комплексного развития транспортной инфраструктуры Нижнего Новгорода до 2030 года, куда станция не вошла.

## Статистика
- Самая глубокая станция — «Стрелка» (12 метров), самая «мелкая» — «Буревестник» (полуподземная).
- На линии одна односводчатая станция («Канавинская»); четыре колонных («Буревестник», «Бурнаковская», «Московская» и «Стрелка»).
- Самая загруженная станция линии — «Московская».
- Самый длинный перегон — «Московская — Стрелка», равен 3,1 км
- Самый короткий перегон — «Канавинская — Бурнаковская», равен 1,1 км
- Среднее время поездки составляет 9 минут.